# Linje C
|  |  | Unknown BSicon "tSTRa" |

|  |  | Unknown BSicon "tBHF" |

|  |  | Unknown BSicon "tBHF" |

|  |  | Unknown BSicon "tBHF" |

|  |  | Unknown BSicon "tBHF" |

|  |  | Unknown BSicon "tBHF" |

|  |  | Unknown BSicon "tBHF" |

|  |  | Unknown BSicon "tBHF" |

|  |  | Unknown BSicon "tBHFe" |

|  | Unknown BSicon "ABZg+l" | One way rightward |

| Unknown BSicon "tSTRa" |

| Unknown BSicon "tBHF" |

| Unknown BSicon "tBHF" |

| Unknown BSicon "tBHF" |

| Unknown BSicon "tBHF" |

| Unknown BSicon "tBHF" |

| Unknown BSicon "tBHF" |

| Unknown BSicon "tSTRe" |

| Unknown BSicon "tSTRa" |

| Unknown BSicon "tBHF" |

| Unknown BSicon "tSTRe" |

|  |  | Unknown BSicon "tSTRa" |

|  |  | Unknown BSicon "tBHF" |

|  |  | Unknown BSicon "tBHF" |

|  |  | Unknown BSicon "tBHF" |

|  |  | Unknown BSicon "tBHF" |

|  |  | Unknown BSicon "tBHF" |

|  |  | Unknown BSicon "tBHF" |

|  |  | Unknown BSicon "tBHF" |

|  |  | Unknown BSicon "tBHFe" |

|  | Unknown BSicon "ABZg+l" | One way rightward |

| Unknown BSicon "tSTRa" |

| Unknown BSicon "tBHF" |

| Unknown BSicon "tBHF" |

| Unknown BSicon "tBHF" |

| Unknown BSicon "tBHF" |

| Unknown BSicon "tBHF" |

| Unknown BSicon "tBHF" |

| Unknown BSicon "tSTRe" |

| Unknown BSicon "tSTRa" |

| Unknown BSicon "tBHF" |

| Unknown BSicon "tSTRe" |

Paris RER-linje C är en av fem pendeltågslinjer som ingår i RER-systemet i Paris, Frankrike.
Linjen går från de nordvästra slutstationerna i Pontoise, Versailles-Château-Rive-Gauche och Saint-Quentin-en-Yvelines - Montigny-le-Bretonneux till de sydöstra slutstationerna i Massy-Palaiseau , Dourdan-la-Forêt och Saint-Martin d'Étampes. Linje C invigdes  1979 och är sammanlagt 162 km lång och har 75 stationer. Linjen trafikeras dagligen med ca 540 000 passagerare.
I centrala Paris går linjen under jord med flera underjordiska stationer, varav många besöks av turister såsom Champ de Mars - Tour Eiffel (Marsfältet och Eiffeltornet), Invalides (Hôtel des Invalides), Musée d'Orsay (Musée d'Orsay) samt Saint-Michel – Notre-Dame (Notre-Dame). 
I december 2023 kortades linje C ner då linjen mellan Versailles-Chantiers och Massy-Palaiseau överfördes till den nya Transilien Linje V som driver pendeltrafik mellan de två stationerna. Linjen mellan Savigny-sur-Orge och Massy-Palaiseau skiljdes också från RER C och trafikeras numera av Paris spårvägar och linje T12.

## Galleri

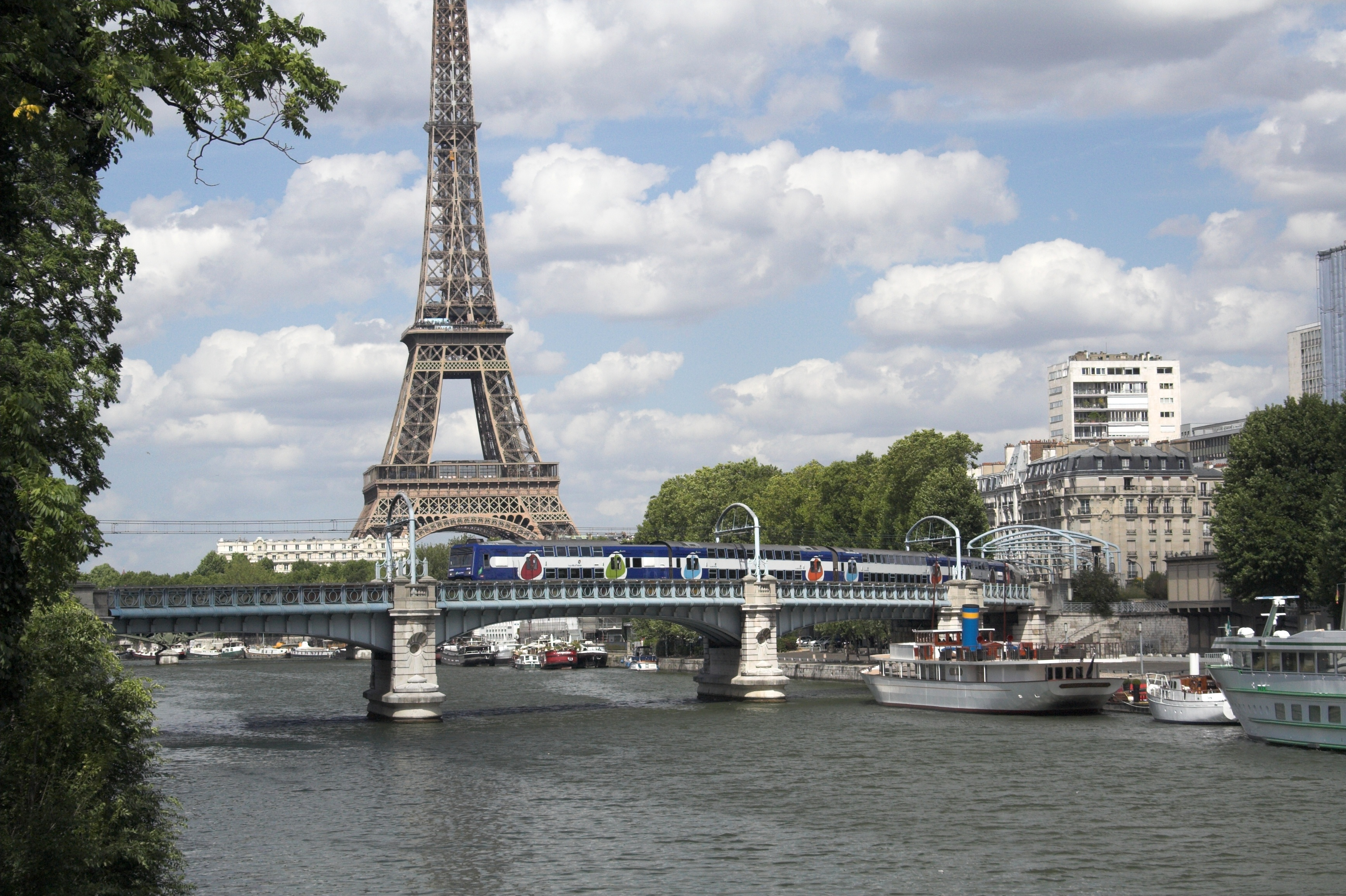
RER C vid Eiffeltornet
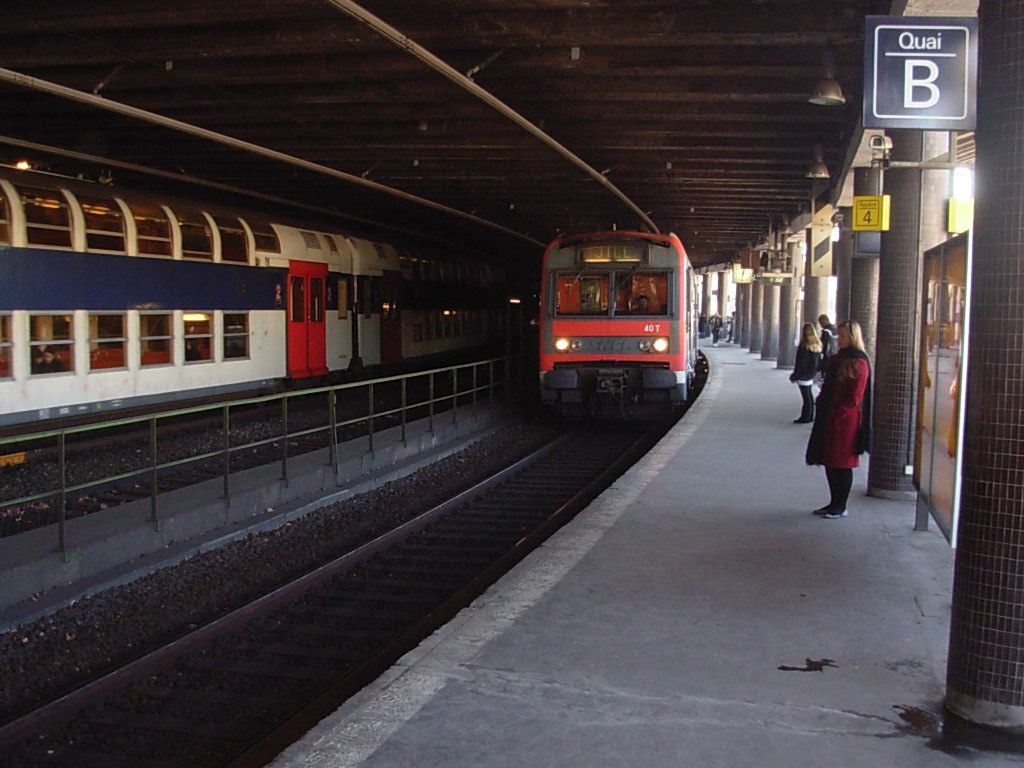
Champ de Mars - Tour Eiffel
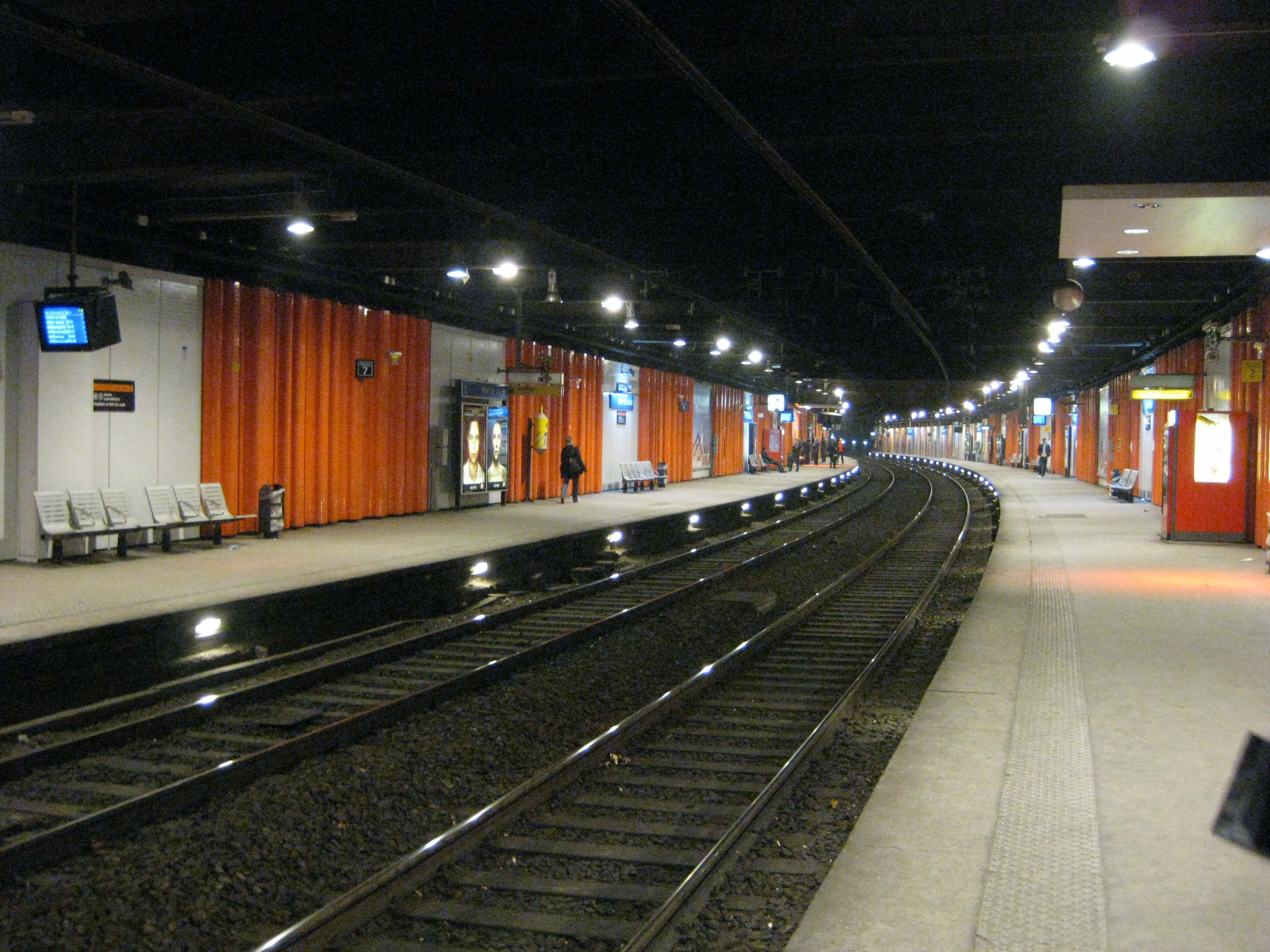
Pont de l'Alma
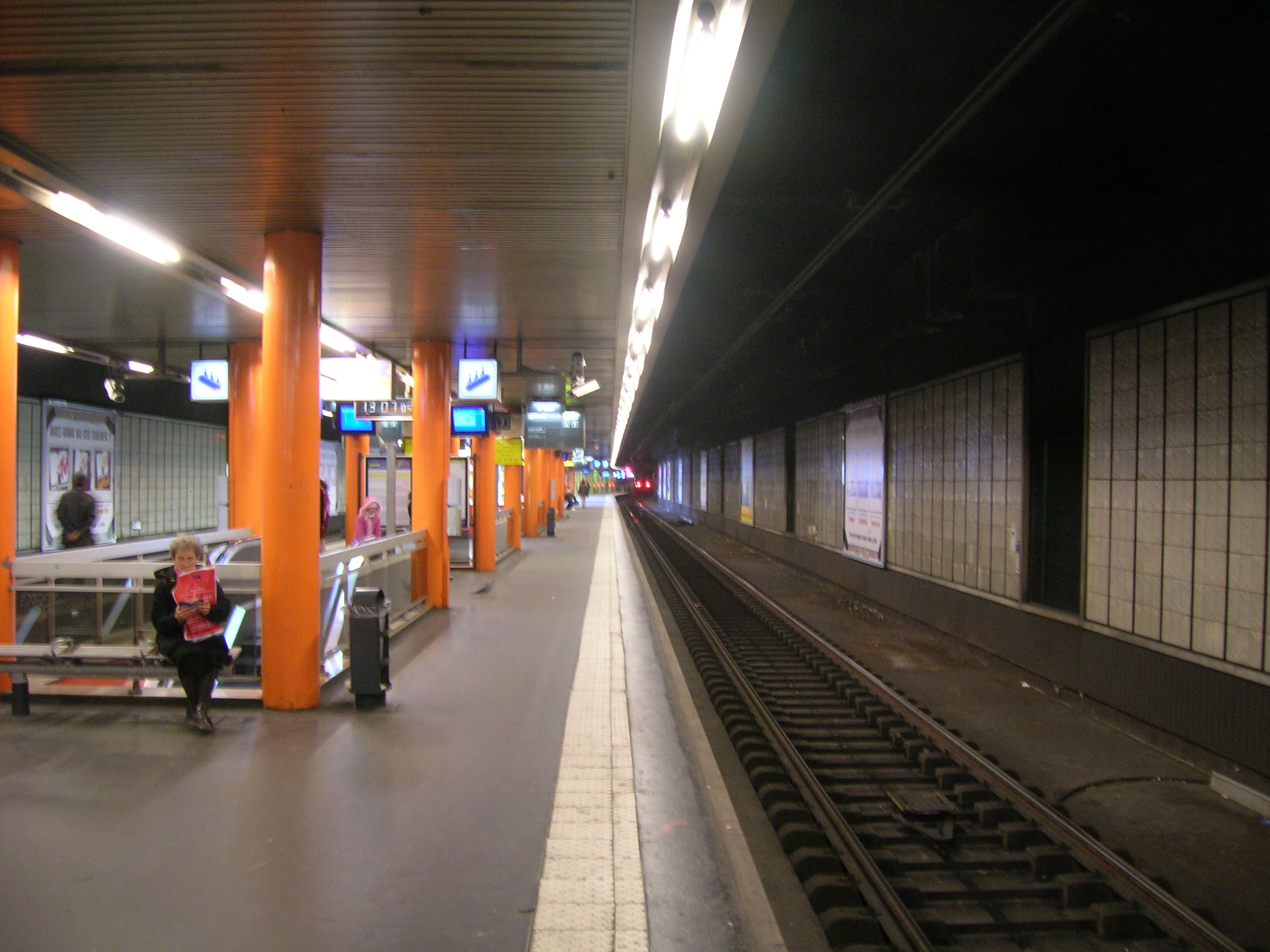
Invalides
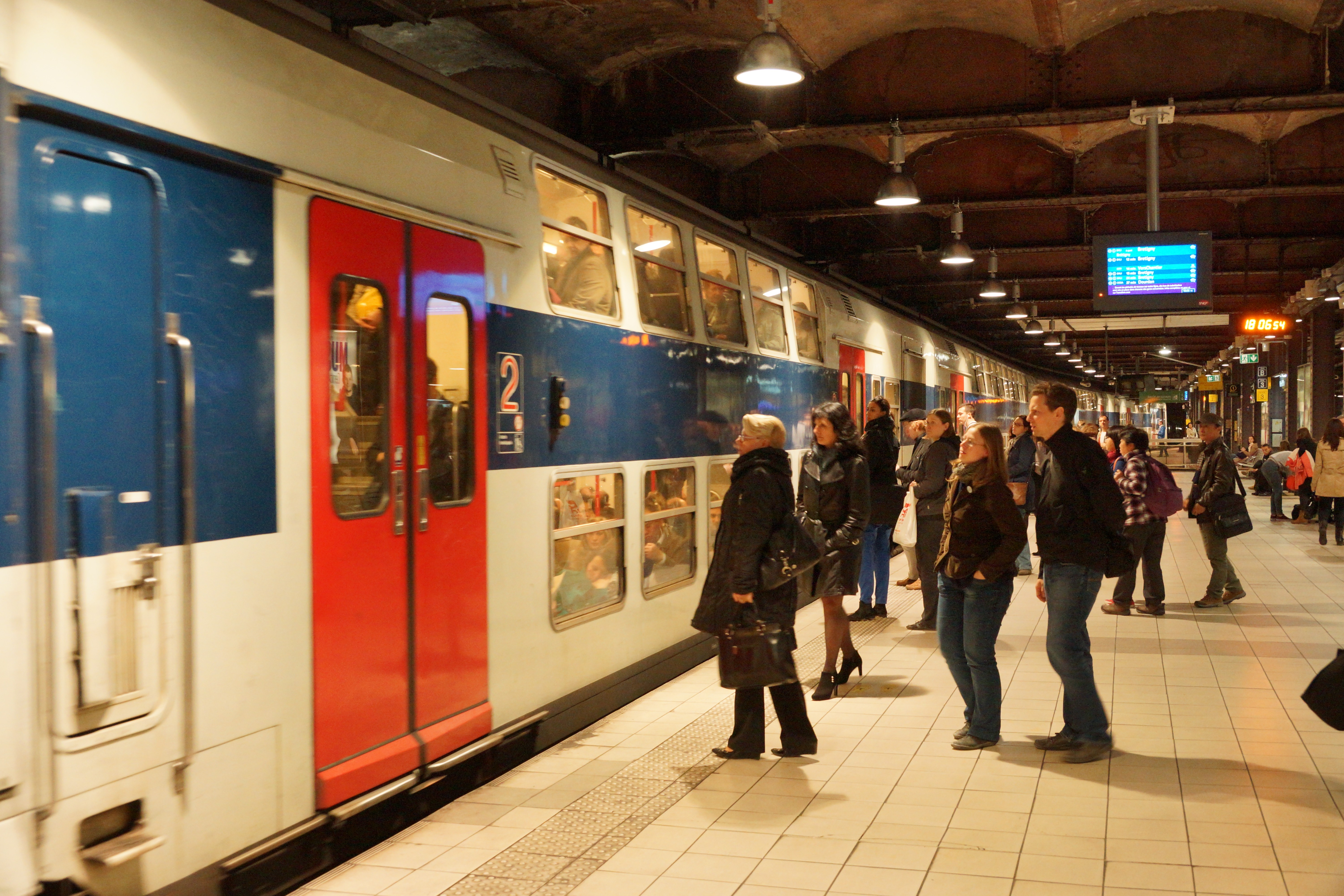
Musée d'Orsay
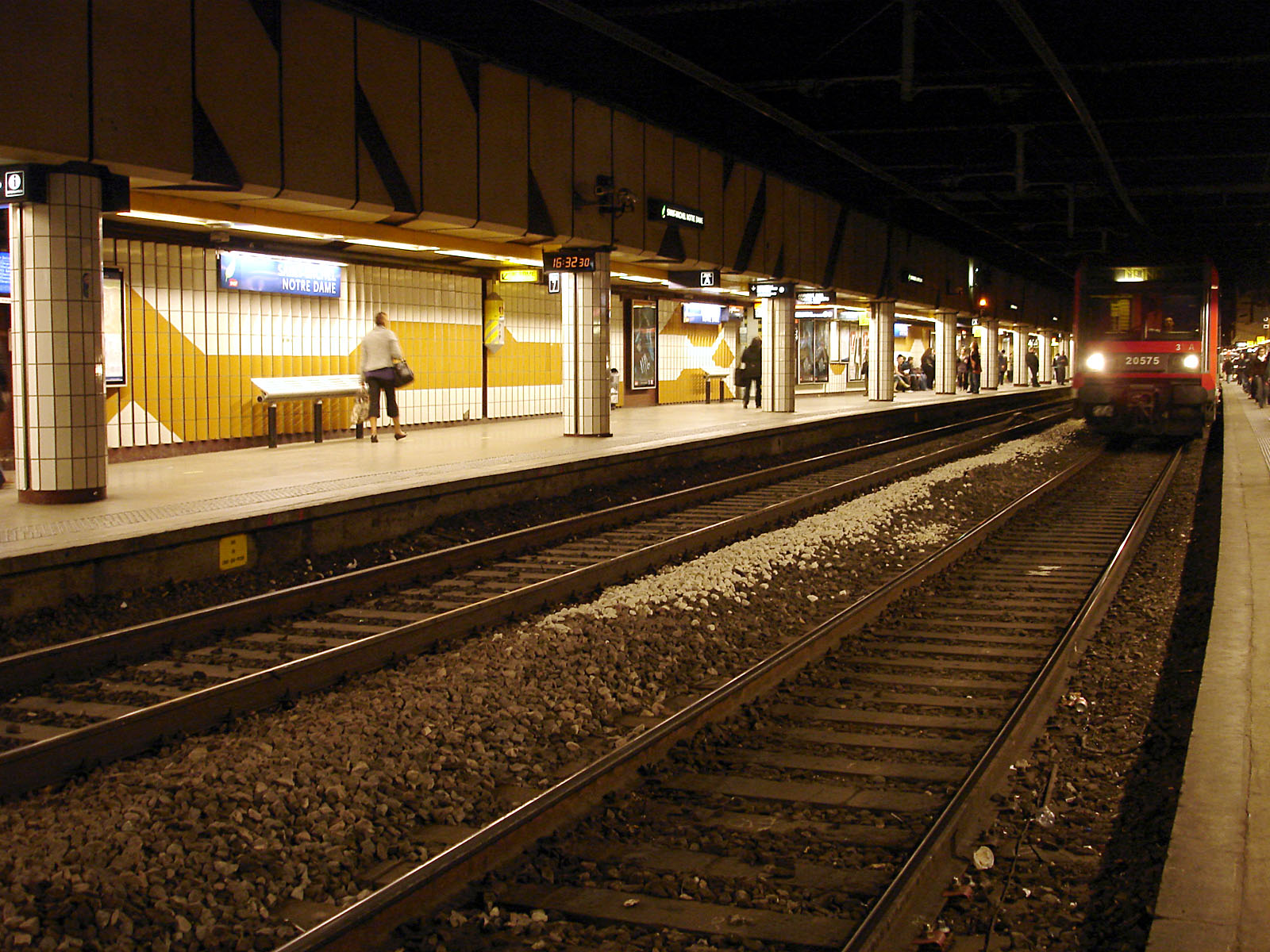
Saint-Michel – Notre-Dame
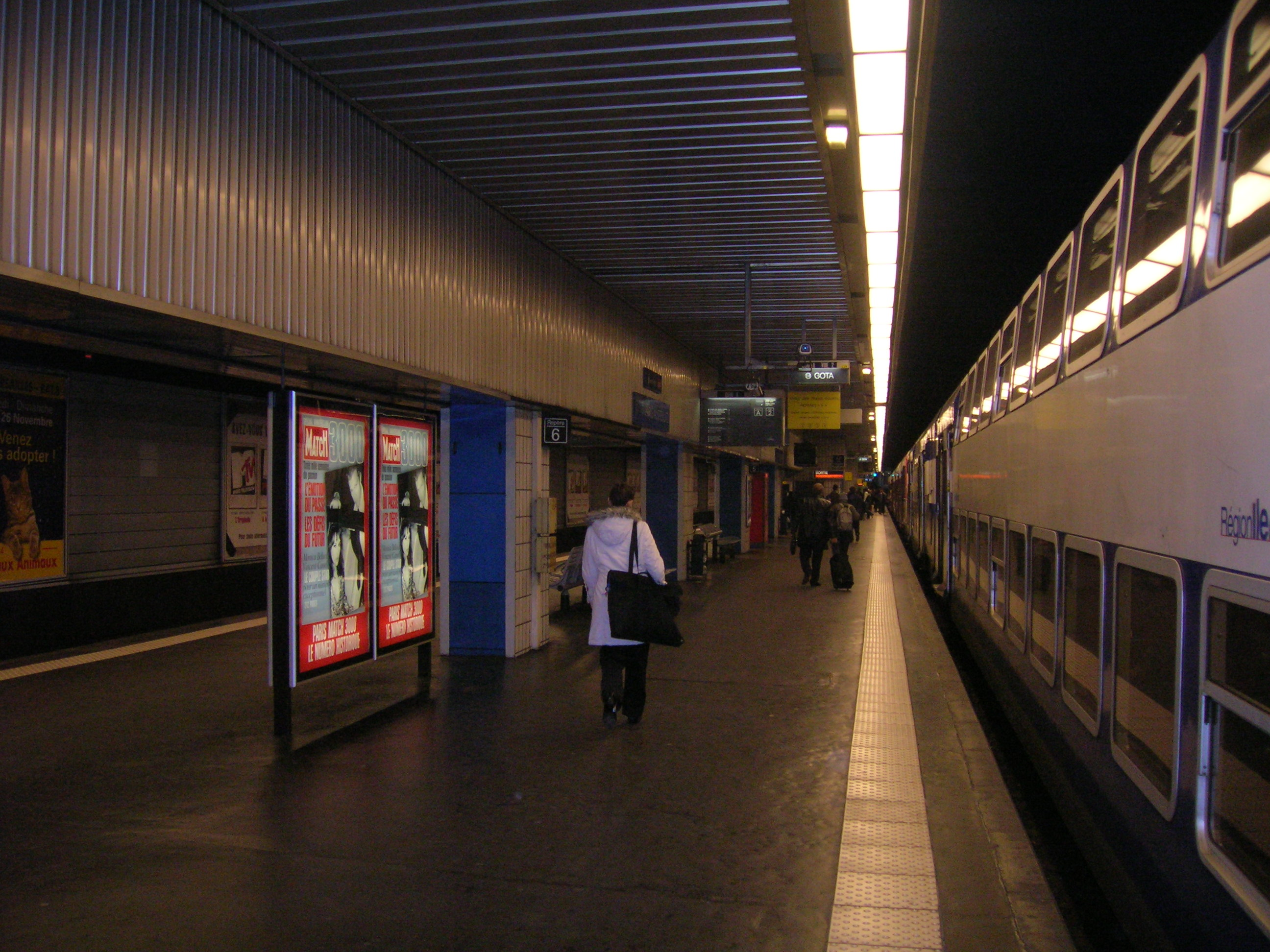
Gare d'Austerlitz
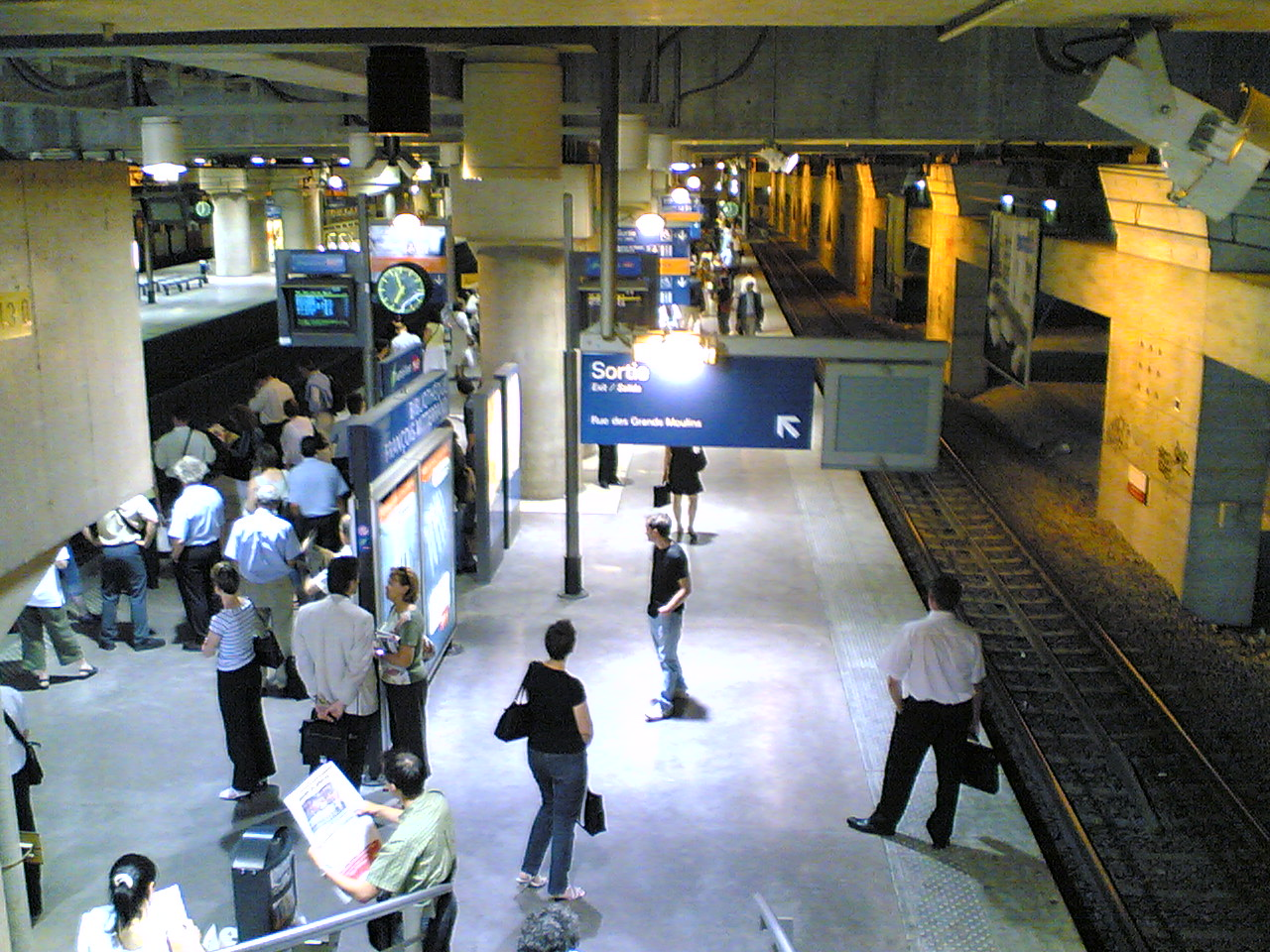
Bibliothèque François-Mitterrand
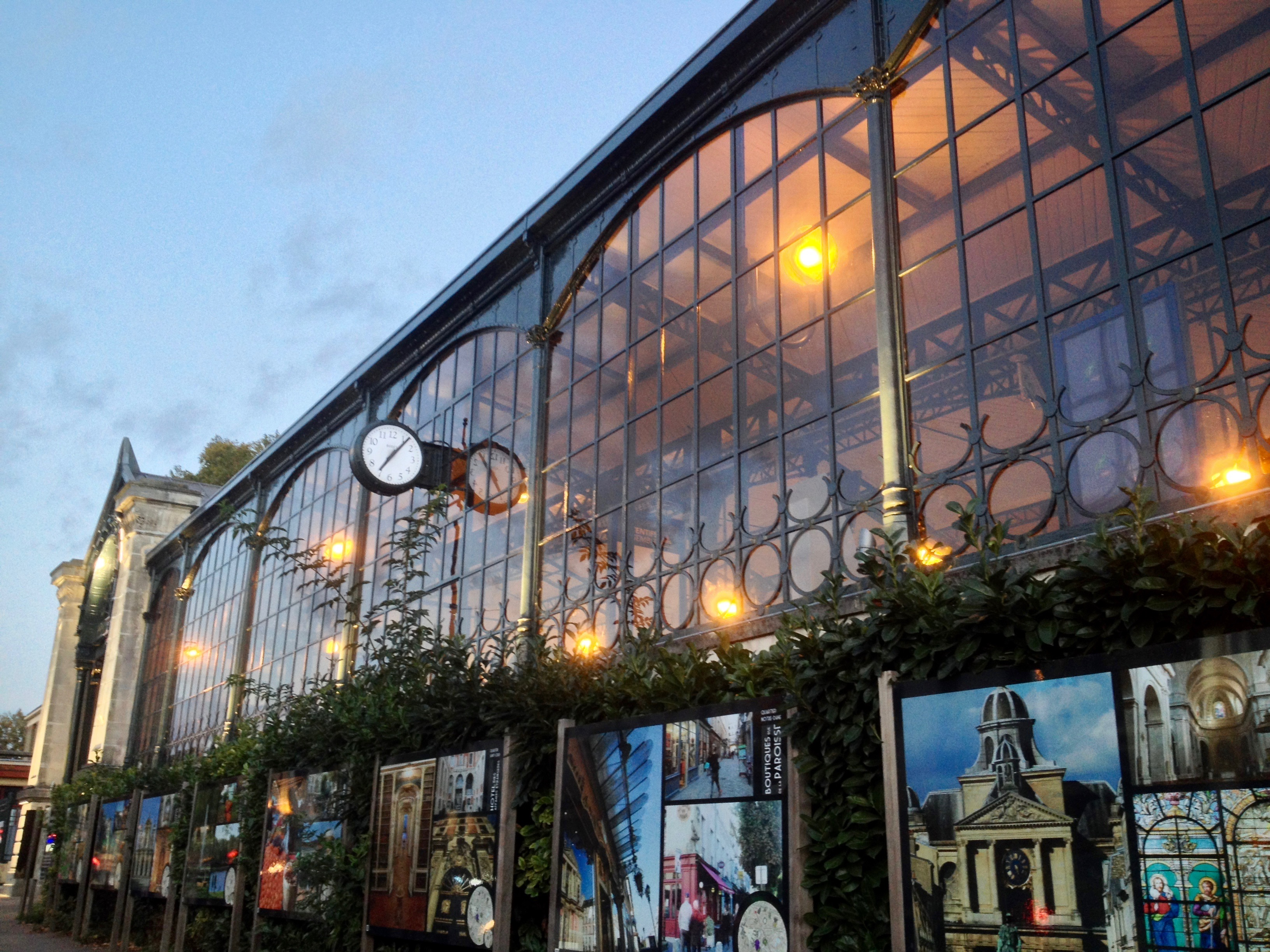
Versailles-Château-Rive-Gauche